# Jos Van Eynde
Theophile Joris „Jos“ Van Eynde (* 4. Januar 1907 in Berchem, Antwerpen; † 22. März 1992 in Antwerpen) war ein belgischer Politiker der Belgischen Arbeiterpartei sowie der Sozialistischen Partei, der zwischen 1946 und 1977 Mitglied der Abgeordnetenkammer war. Er erhielt am 15. Juli 1969 den Ehrentitel eines Staatsministers und war zwischen 1971 und 1975 Co-Vorsitzender der Belgischen Sozialistischen Partei.

## Leben

### Journalist, Chefredakteur derVolksgazetund Abgeordneter
Theophile Joris „Jos“ Van Eynde, Sohn eines Schriftsetzers, absolvierte ein Lehramtsstudium an der Städtischen Normalschule in Antwerpen und war gleichzeitig als Angestellter bei der Volksgazet, der sozialistischen Parteizeitung in Antwerpen. Er wurde Redaktionssekretär dieser Zeitung und lernte dort nicht nur Premierminister Camille Huysmans, der 1914 die Volksgazet gegründet hatte, sondern auch andere Journalisten und Politiker wie Willem Eekelers und Emmanuel de Bom kennen. Nach der deutschen Besatzung im Zweiten Weltkrieg und der Auflösung der Belgischen Arbeiterpartei durch den Vorsitzenden Hendrik de Man im Mai 1940 legte er einen Plan vor, eine große sozialistische Zeitschrift für die flämischen Gebiete zu veröffentlichen, um den Besitz der eigenen Druckereien zu behalten. Diese Absicht schlug fehl, woraufhin er für die Untergrundzeitung De Werker aktiv wurde. Am Ende der deutschen Besatzung wurde er von der Widerstandsbewegung ermächtigt, die Zeitung nach der Befreiung veröffentlichen zu lassen. 1944 wurde er Chefredakteur der Volksgazet und bekleidete diese Funktion bis 1977, während Adolf Molter als Herausgeber die administrative Leitung der Zeitung übernahm. Als politischer Journalist war er bekannt für seinen brutalen Stil und seine ungeschminkten Angriffe auf politische Gegner und erhielt die Spitznamen „Der Polder-Büffel“ (De Polderbizon) sowie „Der Kopf“ (De Kop).
Am 17. Februar 1946 wurde Van Eynde erstmals Mitglied der Abgeordnetenkammer und vertrat in dieser mehr als 30 Jahre lang bis zur Wahk am 17. April 1977 den Wahlkreis Antwerpen. Als Parlamentsmitglied war er ein heftiger und gefürchteter Polemiker und Debattierer. In harten und zuweilen scharfen Reden verteidigte er die Einheit der Partei, sowohl aus belgischer Sicht als auch angesichts der Meinungsverschiedenheiten zwischen „alt“ und „jung“, „links“ und „rechts“. Er ging vom marxistischen Grundgedanken aus, das die universelle Solidarität der Arbeiter vorschreibt. Er verpflichtete sich zur Aufrechterhaltung des belgischen Gemeinwesens, ohne die Interessen der historisch rückständigen flämischen Bevölkerung zu übersehen. 1954 übernahm er die Funktion als Vize-Vorsitzender der Belgischen Sozialistischen Partei (BSP).

### Staatsminister und Co-Vorsitzender der Sozialistischen Partei
Jos Van Eynde war zwischen 1959 und 1976 auch Mitglied des Gemeinderates des Antwerpener Stadtteils Berchem. Des Weiteren fungierte er als Nachfolger von Adolf Molter zwischen 1964 und 1977 auch als Vorsitzender von Uitgeverij Ontwikkeling, der Herausgeberin der Volksgazet. Die Konferenzen der wallonischen BSP-Fraktion in Tournai (März 1967) und Verviers (November 1967) mit einseitiger föderalistischer Ausrichtung, aber auch die anti-flämische Haltung französischsprachigen Brüsseler Sozialisten nach der flämischen BSP-Konferenz in Klemskerke (14. bis 15. Oktober 1967) bei den Wahlen von 1968 führten ihn zu Aussagen, die zeigten, dass er als Anhänger von Camille Huysmans, August Vermeylen und Herman Vos den traditionellen Positionen treu geblieben ist. Dies zeigte sich auch in seiner bedingungslosen Unterstützung für die Roten Löwen (Rode Leeuwen), der flämischen sozialistischen Liste im Brüsseler Distrikt bei den Wahlen 1968 und 1971. Für ihn zählten vor allem die sozialen Auswirkungen dessen, was in Flandern geschaffen wurde, und bezogen sich auf die Ziele der Sozialisten des 19. Jahrhunderts in Flandern. Er befürchtete jedoch immer, dass die Eroberung der kulturellen Autonomie die Bestätigung einer klerikalen Herrschaft über die flämischen Regionen signalisieren würde, die die Vergangenheit widerspiegelte.
Aufgrund seiner langjährigen Tätigkeit als Minister und Senator erhielt Van Eynde am 15. Juli 1969 den Ehrentitel eines Staatsministers. Ans Nachfolger von Léo Collard wurde er am 23. Januar 1971 gemeinsam mit dem Wallonen Edmond Leburton erstmals Co-Vorsitzender der Belgischen Sozialistischen Partei. Gemeinsam bekleidete die beiden dieses Amt bis zum 3. Februar 1973, woraufhin André Cools bis zum 28. April 1973 zunächst alleiniger Parteivorsitzender war. Im Anschluss waren Van Eynde und Cools zwischen dem 28. April 1973 und dem 1. März 1975 wiederum Co-Vorsitzende der Sozialistischen Partei. Er war zudem zwischen dem 7. Dezember 1971 und dem 16. April 1977 Mitglied des Kulturrates der Niederländischen Kulturgemeinschaft (Cultuurraad voor de Nederlandse Cultuurgemeenschap), des Vorläufers des Flämischen Parlaments. Während dieser Zeit fungierte er vom 25. Mai 1972 bis zum 16. April 1977 auch als Vorsitzender der Radio- und Fernsehkommission des Kulturrates.
Ein Jahr nach seinem Ausscheiden als Herausgeber und Chefredakteur ging die Volksgazet am 14. Juli 1978 in Konkurs. Die Auflage war von 125.000 im Jahr 1944 nach einem Höchststand von 150.000 im Jahr 1950 auf nur noch 48.000 im Jahr 1978 gesunken. Dass die Zeit der parteinahen Presse vorbei war und dass eine Zeitung auch ein kommerzielles Produkt geworden war, wurde von ihm nicht akzeptiert. Auch eine Zusammenarbeit mit der Genter Schwesterzeitung Vooruit sah er nicht. 1978, nach der Insolvenz, führte eine Fusion der Überreste von Volksgazet und Vooruit schließlich zu De Morgen mit Paul Goossens als erstem Chefredakteur. Nach seinem Tode wurde er auf dem Antwerpener Friedhof Schoonselhof beigesetzt.

## Hintergrundliteratur
- Piet De Buyser: Jos Van Eynde. Socialisme uit het hart, 1975